# Хольм (Пиннеберг)
Хольм (нем. Holm) — община в Германии, в земле Шлезвиг-Гольштейн.
Входит в состав района Пиннеберг. Подчиняется управлению Морреге. Население составляет 3101 человек (на 31 декабря 2010 года). Занимает площадь 16,05 км².